# گئورگ وستلینگ
گئورگ وستلینگ (انگلیسی: Georg Westling; ۲۴ اوت ۱۸۷۹ – ۱۴ نوامبر ۱۹۳۰) قایقران قایق بادبانی اهل فنلاند بود.